# Božo Vuk Vidas
Božidar Božo Vidas — Vuk (Hreljin, kod Bakra, 19. prosinca 1894. — Ruše, kod Maribora, studeni 1931.), bio je bravarski radnik i član Centralnog komiteta KPJ.

## Životopis
Rođen je 19. prosinca 1894. godine u Hreljinu, kod Bakra u Hrvatskoj.
U socijalističkom pokretu bio je od 1911. godine. Od 1911. do 1913. godine bio je na radu u Kanadi i u Sjedinjenim Američkim Državama, gdje je vodio revolucionarni rad među jugoslavenskim iseljenicima. Poslije protjerivanja iz Sjedinjenih Američkih Država, 1921. godine vratio se u Kraljevinu Srba, Hrvata i Slovenaca, gdje je radio u Hrvatskom primorju i Zagrebu. Tada je postao član Nezavisnih sindikata i Komunističke partije Jugoslavije (KPJ).
Godine 1923. izabran je za člana Centralnog rukovodstva legalne Nezavisne radničke partije Jugoslavije, a na Drugoj zemaljskoj konferenciji KPJ, održanoj u svibnju 1923. u Beču, izabran je za člana Centralog partijskog vijeća.
Pošto je ostao bez posla, 1924. godine otišao je ponovno u emigraciju, najprije na Kubu, a potom i u Meksiko, gdje je postao član Centralnog komiteta Komunističke partije Meksika. Od 1929. godine boravio je u Sovjetskom Savezu.
U srpnju 1931. godine, vratio se, po zadatku CK KPJ, u Kraljevinu Jugoslaviju, kako bi pomogao u uspostavljanju pokidanih Partijskih veza. Uhitila ga je jugoslavenska policija, 30. rujna 1931. godine, u rodnom mjestu. Odveden je u Zagreb gdje je na policiji mučen. Početkom studenoga 1931. godine ubili su ga u blizini mjesta Ruše, kod Maribora, na jugoslavensko-mađarskoj granici. 